# Tizennégyszög
A geometriában a tizennégyszög egy tizennégy oldalú sokszög.
A szabályos sokszögek szögeire ismert képlet n=14 esetben a következőt adja:
{\displaystyle \alpha ={\frac {(n-2)}{n}}\cdot 180^{\circ }={\frac {12}{14}}\cdot 180^{\circ }}
tehát kb. 154,2857°.
Területére a következő adódik:
{\displaystyle {\begin{aligned}A&={\frac {14}{4}}a^{2}\cot {\frac {\pi }{14}}={\frac {14}{4}}a^{2}\left({\frac {{\sqrt {7}}+4{\sqrt {7}}\cos \left({{\frac {2}{3}}\arctan {\frac {\sqrt {3}}{9}}}\right)}{3}}\right)\\&\simeq 15,3345a^{2}.\end{aligned}}}

## A szabályos tizennégyszög szerkesztése
Mivel 14 = 2 × 7, a szabályos tizennégyszög nem szerkeszthető meg körző és vonalzó segítségével.  Megszerkeszthető azonban neuszisz szerkesztéssel vagy szögharmadoló eszköz segítségével.